# Pintor de Folo

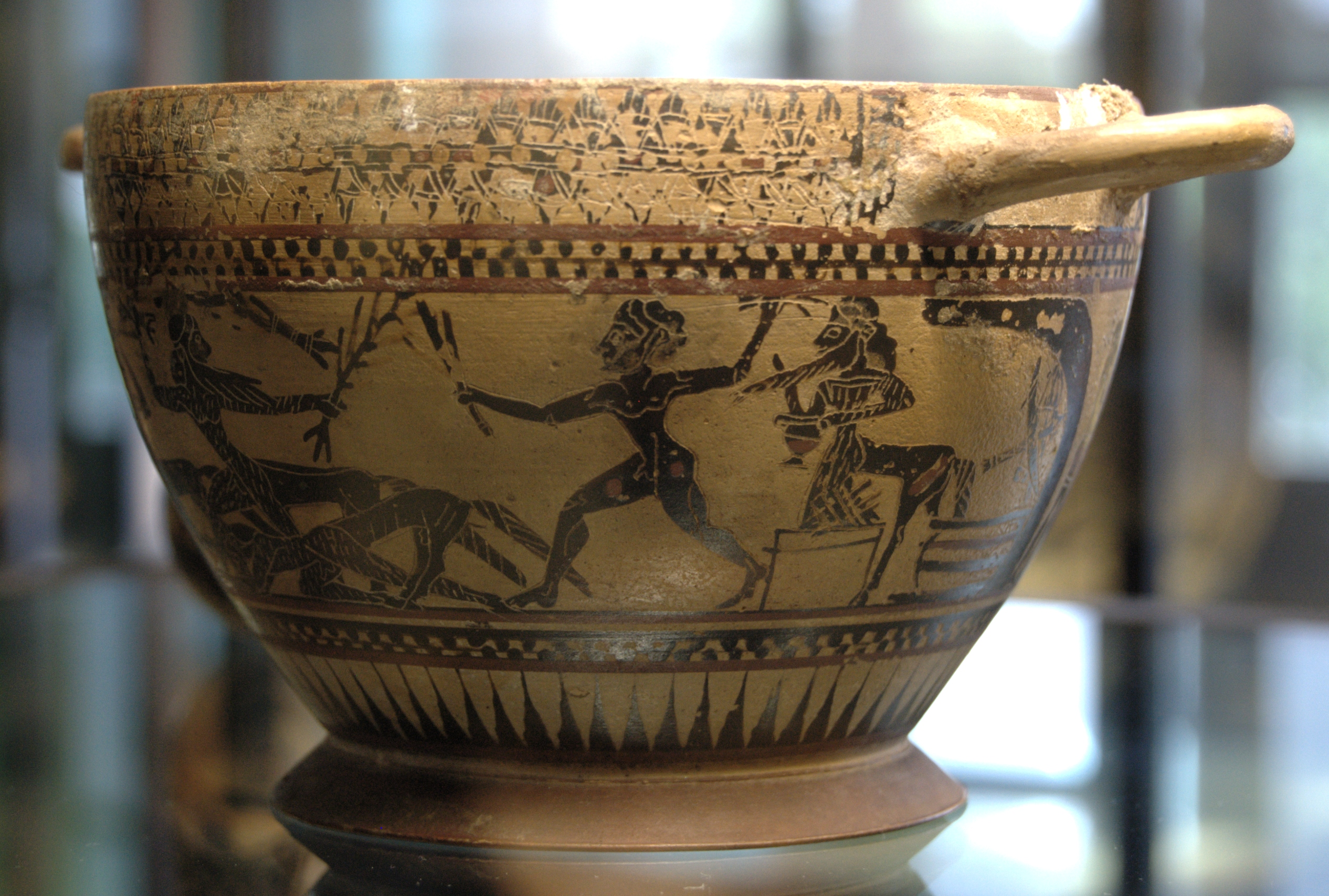
Heracles, Folo y centauros en la cueva de Folo; museo del Louvre.

El pintor de Folo fue quien pintó varias vasijas griegas de cerámica de figuras negras de Corinto, entre ellas, un esquifo representando a Heracles, Folo y centauros en la cueva de Folo adquirido por el museo del Louvre en 1884 y datado en 580 a. C.